# 应昌路
应昌路是元朝一个由中书省直接管辖的路，属“腹里”（即中心之地）。
应昌路与全宁路属弘吉剌部。元世祖至元二十二年（1285年），由应昌府升为应昌路。仅领一县：应昌县。應昌城即元朝末年的政治中心。